# Marcel Bykowski
Marcel Bykowski (* 29. November 2004 in Athen, Griechenland) ist ein polnischer Fußballspieler, der als linker Außenstürmer spielt.

## Karriere

### Verein
Bykowski begann seine Jugendkarriere bei verschiedenen Vereinen, darunter Legia Warschau und Champion Warszawa. Seine Karriere im Männerbereich begann bei Świt Nowy Dwór Mazowiecki, bei denen er zwei Spielzeiten blieb und auf 28 Einsätze in der 4. polnischen Liga 3. Liga - Gruppe II kam, bei denen er zwei Tore erzielen konnte. Im Sommer 2022 wechselte er zum Liga-Konkurrenten Olimpia Zambrów. Dort spielte er die komplette Saison 2022/23 und kam auf weitere 33 Einsätze und fünf Tore.
Im Juli 2023 wechselte er zu Piast Gliwice und damit in die erstklassige Ekstraklasa. Zu seinem Debüt kam er am 22. Juli 2023 bei der 1:2-Heimniederlage gegen Lech Poznan. Im Februar 2024 wurde er bis Mitte 2025 an MKP Kotwica Kołobrzeg verliehen.

## Privatleben
Marcel Bykowski ist der Sohn von Maciej Bykowski, der ebenfalls ein Fußballprofi in Polen war und über 235 Einsätze in der Ekstraklasa absolvierte, unter anderem für Górnik Łęczna und Polonia Bytom.